# QZ Puppis
QZ Puppis (QZ Pup) är en dubbelstjärna belägen i den mellersta delen av stjärnbilden Akterskeppet. Den har en genomsnittlig skenbar magnitud av ca 4,5 och är synlig för blotta ögat där ljusföroreningar ej förekommer. Baserat på parallaxmätning inom Hipparcosuppdraget på ca 5,03 mas beräknas den befinna sig på ett avstånd av ca 650 ljusår (ca 199 parsec) från solen. Den rör sig bort från solen med en heliocentrisk radialhastighet av ca 30 km/s.

## Observation
QZ Puppis identifierades 1974 som en variabel stjärna med liten amplitud, men arten av variabiliteten var oklar. Den ansågs vara en spektroskopisk dubbelstjärna på grundval av variationen i den radiella hastigheten för dess spektrallinjer. Som en het huvudseriestjärna av spektralklass B med variabla spektrallinjer, misstänktes den vara en Beta Cephei-variabel, men denna klassificering avvisades upprepade gånger. De kortperiodiga sinusformade variationerna i ljusstyrka med en amplitud på 0,03 magnitud tolkades som ellipsoidala variationer eftersom stjärnan, förvrängd av en nära följeslagare, roterar med en period av 1,1 dygn. Senare analys av Hipparcos fotometri upptäckte grunda förmörkelser.
Följeslagaren till QZ Puppis är bara känd från dess effekt på den synliga stjärnan när de omkretsar varandra. Primärstjärnan visar variationer i radiell hastighet på 71 km/s med en period av 1,112 dygn.

## Egenskaper

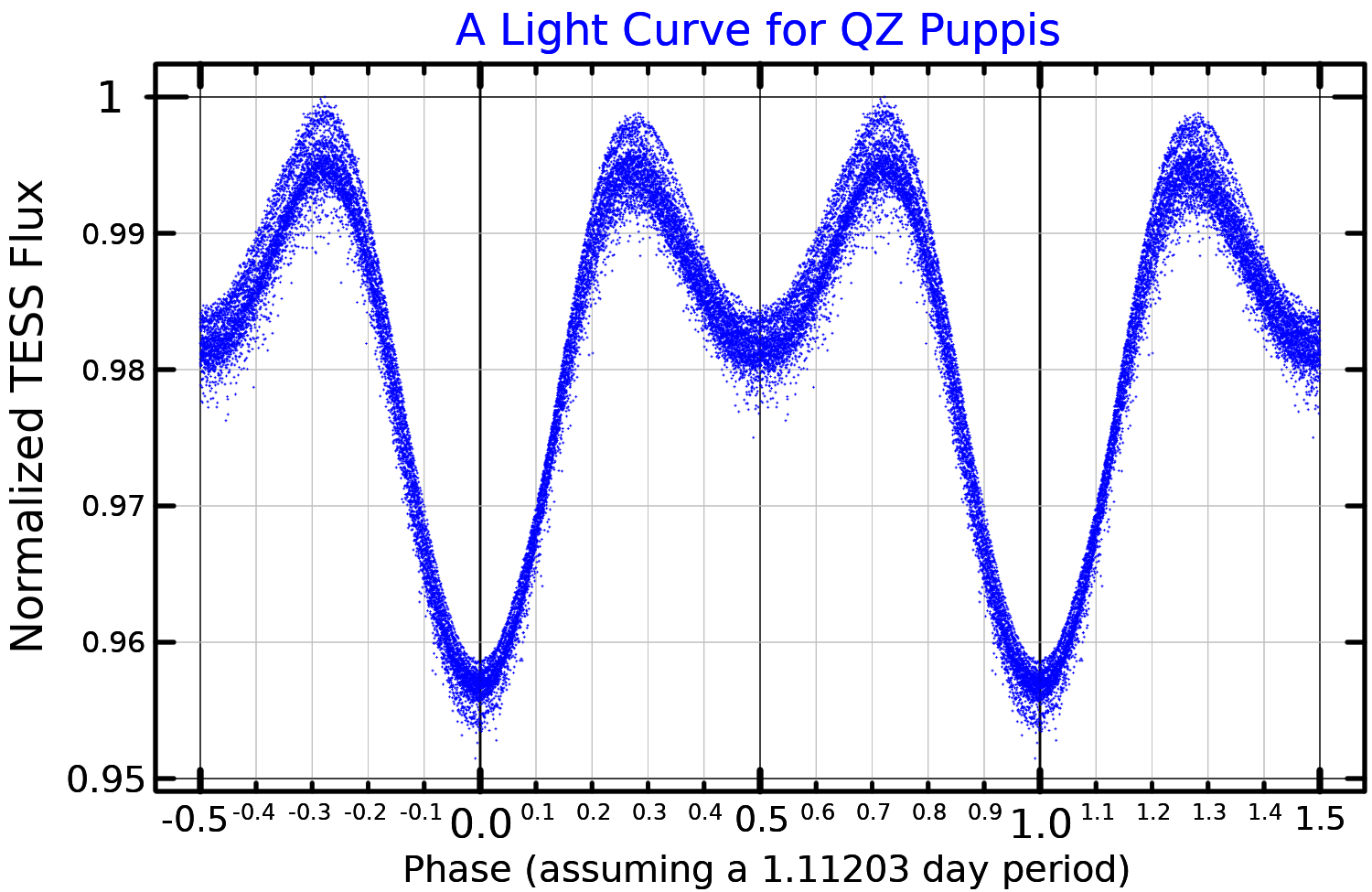
Ljuskurva för QZ Puppis, plottad från TESS-data.

Primärstjärnan QZ Puppis är en blå till vit stjärna i huvudserien av  spektralklass B2.5 V. Den har en massa av ca 6 solmassor, en radie av ca 7,3 solradier och utsänder energi från dess fotosfär motsvarande ca 2 268 gånger solen vid en effektiv temperatur av ca 15 300 K. Stjärnans skenbara magnitud varierar mellan magnituden 4,47 och 4,54 med en period av 1,1 dygn och klassificeras som en Ellipsoidisk variabel.